# Takêv
Takêv (khm. ក្រុងដូនកែវ) – miasto w południowej Kambodży. Stolica prowincji Takêv.
Liczba mieszkańców w 2003 roku wynosiła ok. 39 tys.